# Pabeco (tiroro)
Pabeco (em latim: Pabecus; em grego: Πάβεκος; romaniz.: Pábekos) ou Papaco (em latim: Papacus; em grego: Παπάκος; romaniz.: Papákos; em persa médio: Pābag; em parta: Pābag) foi um oficial sassânida do século III, ativo no reinado do xá Sapor I (r. 240–270).

## Nome
Pabeco (Pabecus; Πάβεκος, Pábekos), Papaco (Papacus; Πάπαχος / Πάπακος, Pápachos / Pápakos) ou Pambeco (Pambecus; Παμβεκῷς, Pambekos) são as formas latinas e gregas do persa médio e parta Pabague ou Pabaque (𐭯𐭠𐭯𐭪𐭩, Pābag / Pābak), que derivaram do iraniano antigo Papaca (*Pāpa-ka-; de *pāpa-, "pai", e o sufixo hipocorístico *-ka-). Foi registrado em armênio como Papaque (Պապաք, Papakʼ) e persa novo como Babaque (بابک, Bābak).

## Vida
Pabeco é conhecido apenas a partir da inscrição Feitos do Divino Sapor, uma inscrição trilíngue do reinado do xainxá Sapor I (r. 240–270), segundo a qual era porteiro (darbed em persa, barbed em parta, θυρωρός em grego), um oficial com a incumbência de vistoriar os visitantes do palácio real e expulsar intrusos.